# Cardamine caldeirarum
Cardamine caldeirarum endémica das ilhas dos Açores onde surge em todas as ilhas excepto na ilha Graciosa. É um género botânico pertencente à família Brassicaceae.